# Аполо 13 (филм)
Аполо 13 (енгл. Apollo 13) је филм из 1995. у режији Рона Хауарда. У главним улогама су: Том Хенкс, Кевин Бејкон и Бил Пакстон. 

## Радња
Сценарио филма је написан на основу истинитог догађаја из 1971. године.
Годину дана након што је човек ступио на Месец, НАСА планира нову мисију. Одабрани су астронаути Џим Лавел, Фред Хејз и Џек Свајгерт. 
Астронаути су успешно лансирани у свемир, али грешка узрокује експлозију, и свемирски брод губи добар део кисеоника. Посада се мора борити за живот. Астронаутима су једина веза на Земљи руководитељи мисије Јуџин Кренц и Кен Метингли. На НАСА бази се измишља нови сценарио путовања, по којем се посада враћа на Земљу, и тако уместо да тај догађај буде један од највећих трагедија НАСЕ она постаје један од највећих успеха.
Филм је освојио два Оскара и седам номинација 1996. године.

## Улоге
| Глумац           | Улога                      |
| ---------------- | -------------------------- |
| Дејвид Ендруз    | Пит Конрад                 |
| Кевин Бејкон     | Џек Свајгерт               |
| Зандер Беркли    | Хенри Херт                 |
| Лорен Дин        | Џон Арон, EECOM Артур      |
| Крис Елис        | Донaлд Слејтон             |
| Том Хенкс        | Џим Лавел                  |
| Ед Харис         | Јуџин Кренц                |
| Клинт Хауард     | Сај Либергот, EECOM Вајт   |
| Џин Спигл Хауард | Бланш Лавел                |
| Џо Спано         | директор НАСА              |
| Ранс Хауард      | Пречасни                   |
| Макс Елиот Слејд | Џеј Лавел                  |
| Мајко Хјуз       | Џефри Лавел                |
| Џим Лавел        | капетан брода (непотписан) |
| Кетлин Квинлан   | Мерилин Лавел              |
| Емили Ен Лојд    | Сузан Лавел                |
| Бил Пакстон      | Фред Хејз                  |
| Гари Синис       | Кен Матингли               |

## Зарада
- Зарада у САД - 173.837.933 $
- Зарада у иностранству - 181.400.000 $
- Зарада у свету - 355.237.933 $